# Morisken

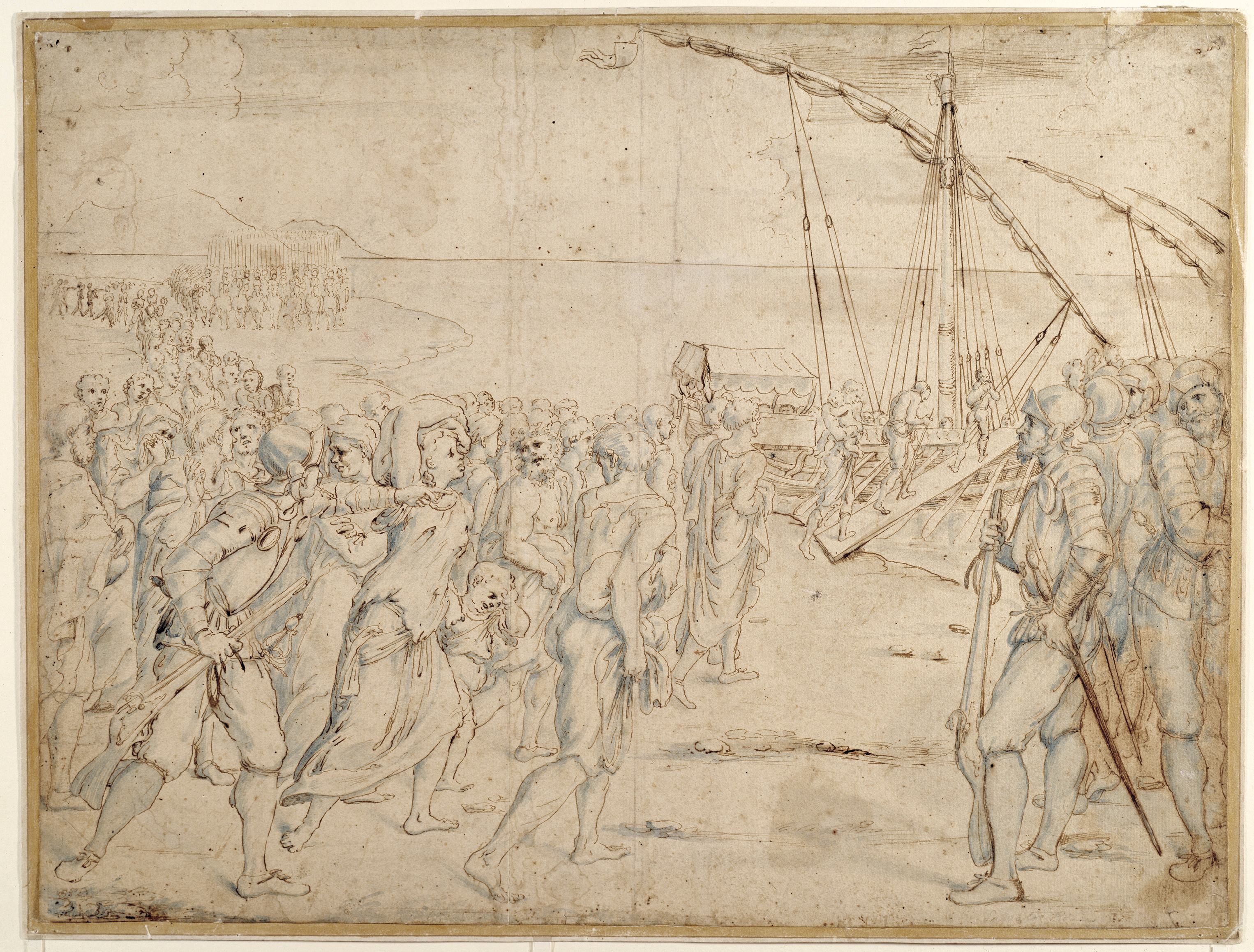
Vicente Carducho – Die Ausweisung der Morisken (um 1627)

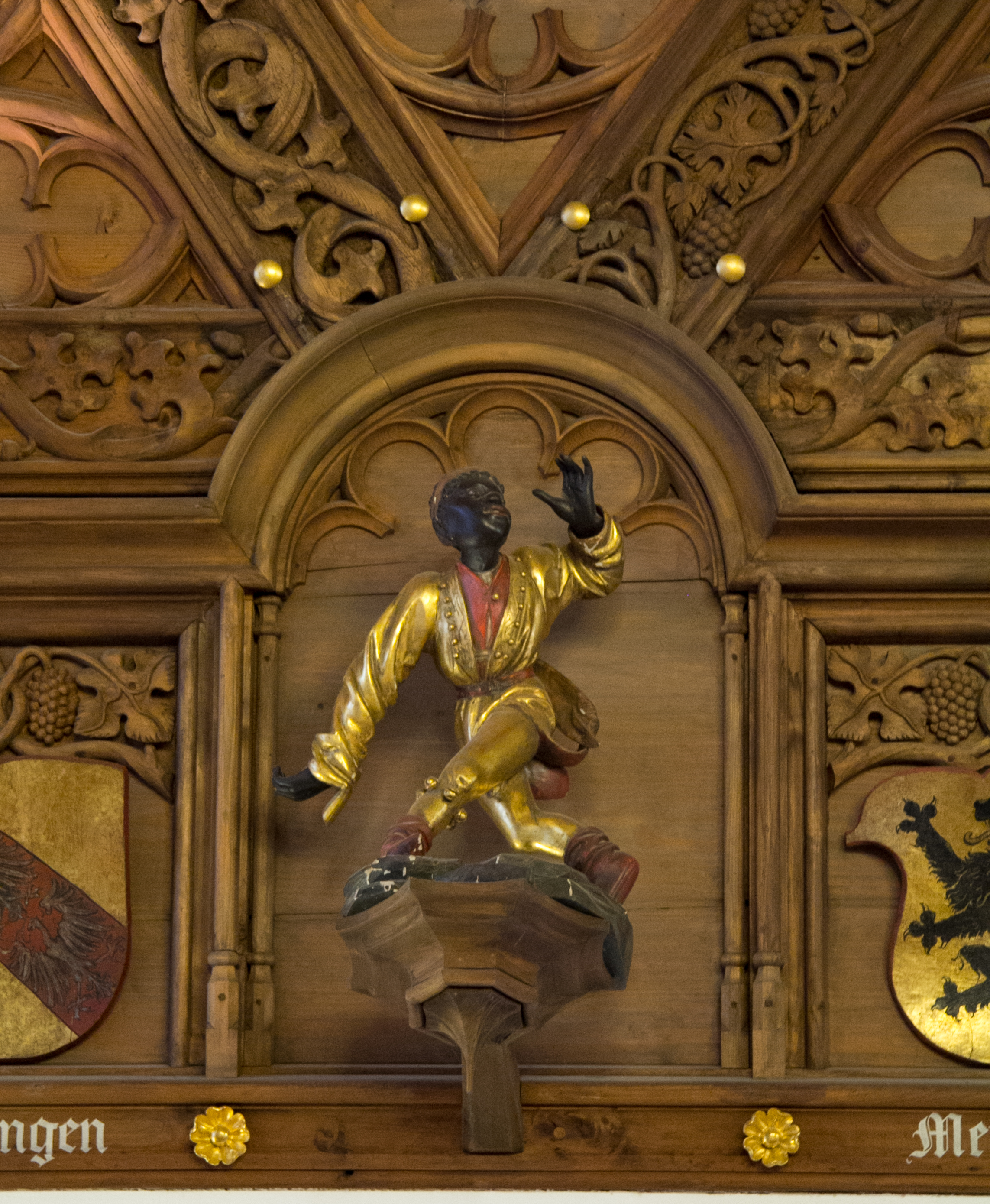
Von den Morisken leitet sich in Europa historisch der Moriskentanz her. Erasmus Grasser schuf die berühmten Figuren der Tänzer für das Alte Rathaus in München.

Morisken, spanisch Moriscos (von spanisch morisco = „maurisch“), waren zum Christentum konvertierte ehemalige Muslime („christianisierte Mauren“), die in christlich regierten Herrschaftsgebieten Spaniens lebten.

## Siedlungsgebiet
Nachdem Muslime aus dem Maghreb und Arabien den Großteil der Iberischen Halbinsel im frühen 8. Jahrhundert unterworfen hatten, kamen nach der Eroberung Granadas (Januar 1492) viele Muslime unter die Herrschaft des christlichen Kastilien. Granada war das letzte muslimische Herrschaftsgebiet auf der Iberischen Halbinsel gewesen, und mit seiner Rückeroberung endete die reconquista.
Trotz aller Garantien der Religionsfreiheit, die im Vertrag von Granada (1491) gewährt wurden, begann bald (formell 1502) die Zwangsbekehrung der Mudéjares durch die Katholische Kirche und die Enteignung der muslimischen religiösen Institutionen.
Nach einem Aufstand in Granada um 1499 ordnete auch die Monarchie die Zwangsbekehrung der Muslime oder deren Deportation an. In der Folgezeit traten zwar viele Muslime zum Christentum über, übten den Islam aber im Geheimen weiter aus, was wiederum von der Inquisition verfolgt wurde.
Ein weiterer Aufstand der Morisken in den südlich von Granada gelegenen Alpujarras und in der östlich gelegenen „Senke von Baza“ unter der Führung von Abén Humeya gegen die spanische Unterdrückung (1569–1571) führte dazu, dass viele Morisken in die Gebiete Kastiliens und Aragoniens umgesiedelt wurden.

## Kultur
Die spanische Regierung erlegte den Morisken strenge Beschränkungen auf, um sicherzustellen, dass sie nicht weiterhin heimlich dem Islam anhingen, was tatsächlich der Fall war: Morisken hatten die Türen ihrer Häuser am Donnerstagabend und Freitagmorgen offen zu lassen, damit Soldaten ein und aus gehen konnten, um sicherzustellen, dass sie nicht badeten, wie es unter Muslimen vor dem Gemeinschaftsgebet am Freitag üblich ist. Muslime, die beim Lesen des Korans oder bei der rituellen Waschung (wudū') angetroffen wurden, konnten sofort getötet werden.
Doch selbst unter diesen äußerst schwierigen Umständen hielten die Morisken größtenteils über Jahrzehnte an ihrem Glauben fest, auch wenn ihre Möglichkeiten zum Gemeinschaftsgebet oder die Pilgerfahrt nach Mekka eingeschränkt waren:
Morisken arbeiteten heimlich an den kirchlichen Feiertagen und zelebrierten die Freitage mehr als die Sonntage. Auch wenn ihre Kinder zum Schein getauft wurden, wischten sie symbolisch das Taufwasser ab und gaben ihnen maurische Namen, die im eingeweihten Kreis verwendet wurden. Auch wurden die Jungen heimlich beschnitten. Auch wenn Trauungen öffentlich nach christlichem Ritus durchgeführt wurden, folgte daheim oft eine Trauung im muslimischen Stil, in traditionell maurischer Kleidung und mit rituellen Tänzen.

## Sprache
Ein von König Philipp II. von Spanien im Jahre 1567 ausgestelltes Dekret (die Pragmática) wies die Morisken an, die spanische Sprache sowie Kleidung und Gewohnheiten anzunehmen. Die Morisken produzierten jedoch weiter sogenannte aljamiados, Bücher, die auf Spanisch mit dem arabischen Alphabet geschrieben wurden und dazu dienten, heimliche Unterweisungen im islamischen Glauben zu ermöglichen.

## Ausweisung der Morisken
Im Jahr 1609 unterzeichnete König Philipp III. von Spanien ein vom Herzog von Lerma vorbereitetes Edikt, das die Ausweisung aller Morisken aus Spanien anordnete. Ihnen wurden drei Tage gelassen, um ihre Habseligkeiten zu ordnen und sich an Bord von Schiffen zu begeben, die sie nach Nordafrika oder in das Osmanische Reich brachten.
In den Jahren zwischen 1609 und 1611 wurden die letzten 275.000 Morisken aus Spanien ausgewiesen. Viele siedelten sich in Marokko (z. B. in Chefchaouen) sowie in Tunesien und Algerien an und beeinflussten die Kultur dieser Länder durch ihre andalusischen Traditionen erheblich.

## Einfluss auf die europäische Kultur
Populär war in jenen Zeiten in Süddeutschland der Moriskentanz. Die berühmten Moriskentänzer, die für das Alte Rathaus in München von Erasmus Grasser um das Jahr 1480 geschaffen wurden, sind heute im dortigen Stadtmuseum ausgestellt. Auch Orlando di Lasso schrieb Musik für Moriskentänze.
Seit dem 15. Jahrhundert bis heute wird auf der kroatischen Insel Korčula der Moriskentanz (kroatisch moreška) am 29. Juli, dem Gedenktag des Märtyrers Theodor, aufgeführt, ebenso in England (morris dance).

## Populationsgenetik
Genetische Tests bestätigten anhand der Verteilung gewisser Marker im Genom von heutigen Bewohnern der Iberischen Halbinsel, dass Nordafrikaner die Iberische Halbinsel von Süden her besiedelten und sich nach einer schnellen Expansion nach Norden wieder nach Süden zurückzogen, bis sie schließlich, mehr als 700 Jahre nach ihrer Ankunft, wieder aus Andalusien ausgewiesen wurden und ihre Gene nicht weiter verbreiten konnten.
Obwohl die Muslime die geringste Zeitspanne im Norden der Iberischen Halbinsel anwesend waren, ergaben Tests kein Süd-Nord-Gefälle der nordafrikanischen Genmarker. Vielmehr können die höchsten Anteile von Menschen mit nordafrikanischer Abstammung (> 20 %) in Galicien und dem Norden Kastiliens gefunden werden, während der Anteil in Andalusien wesentlich geringer ist.
Der Anteil an Menschen mit nordafrikanischer Abstammung ist in der westlichen Hälfte der Halbinsel relativ hoch, während er in der östlichen Hälfte vergleichsweise niedrig ist. Diese Verteilung könnte die erzwungenen Umsiedlungen der Morisken widerspiegeln und legt den Schluss nahe, dass die Ausweisung der Morisken ab 1609 sehr effektiv in Valencia und West-Andalusien umgesetzt worden ist, während sich in Galicien und Extremadura Menschen mit arabischen Vorfahren halten konnten, wohl da die Bevölkerung dort zerstreuter verteilt ist.